# Mount Isa
Mont Isa (Mount Isa) est une ville (« city ») située dans le nord-ouest du Queensland, en Australie. Son existence est due à la présence, sous et autour d'elle, de vastes dépôts miniers, notamment la mine de Mount Isa. Sa population s'élevait à 22 717 habitants en 2014.

## Histoire
La ville a commencé à exister à partir de 1923, lorsque John Campbell Miles découvrit une couche riche d'argent et de plomb sur le bord ouest du champ de Cloncurry. Du cuivre et du zinc sont également extraits et le minerai est transporté sur 900 kilomètres vers la ville et le port de Townsville, sur la côte est. La mine est le point de repère le plus significatif dans le secteur, avec la cheminée de la fonderie de plomb, de 265 mètres de haut, visible de tout point de la ville. La trop forte concentration des sols en plomb a provoqué la démission du maire le 18 mars 2007.
Mount Isa est un centre administratif important pour la région avec d'excellents équipements et aménagements. Bien que située dans une zone aride, elle dispose d'un lac artificiel, le lac Moondarra (en) au nord, qui fournit à la fois de l'eau potable et une zone de sports aquatiques.
« Mont Isa » prétend être la plus grande municipalité du monde en superficie, avec 42 904 km2 administrés par le conseil municipal de Mont Isa. Cependant, Eeyou Istchee Baie-James, au Canada, avec une superficie de 333 000 km2 et la plupart des municipalités du Groenland ont des superficies plus grandes.
L'ancien joueur de tennis australien Patrick Rafter, y est né.
Le 2 septembre 2008, afin de rééquilibrer les statistiques de sa ville, le maire John Molony a lancé un appel aux femmes « moches » à venir dans sa commune. En effet la ville compte, selon les statistiques officielles de 2006, 819 femmes âgées de 20 à 24 ans pour une population de 21 421 habitants.

### Climat
Mount Isa a un climat semi-aride (Köppen: BSh) avec une saison humide étouffante entre décembre et mars et une longue saison sèche entre avril et novembre, avec des nuits plus fraîches et d'humidité plus faible. La pluviométrie est vraiment faible: 467,7 mm par an, exagérée par l'evaporation élevée. La ville est très ensoleillée: avec 175.4 jours clairs et 66.9 jours nuageux annuellement. La température la plus élevée enregistrée est de 45,9 ºC le 29 janvier 1990, tandis que la température la plus basse est de −2,9 ºC le 7 juillet 1984.
| Mois                                            | jan.  | fév.  | mars | avril | mai   | juin | jui.  | août  | sep. | oct. | nov. | déc.  | année   |
| ----------------------------------------------- | ----- | ----- | ---- | ----- | ----- | ---- | ----- | ----- | ---- | ---- | ---- | ----- | ------- |
| Température minimale moyenne (°C)               | 23,9  | 23,3  | 21,8 | 18,5  | 13,9  | 10   | 8,7   | 10,2  | 14,2 | 18,5 | 21,5 | 23,2  | 17,3    |
| Température maximale moyenne (°C)               | 36,6  | 35,5  | 34,5 | 32,1  | 28    | 25   | 24,9  | 27,5  | 31,5 | 34,9 | 36,6 | 37,4  | 32      |
| Record de froid (°C)                            | 15,4  | 13,1  | 13,1 | 5,8   | 1,8   | −1,3 | −2,9  | −1,1  | 1    | 6,1  | 10,3 | 12    | −2,9    |
| Record de chaleur (°C)                          | 45,9  | 43,5  | 41,9 | 38,6  | 37,8  | 34,3 | 35,2  | 36,4  | 40,4 | 42,5 | 43,9 | 45,4  | 45,9    |
| Ensoleillement (h)                              | 269,7 | 248,6 | 279  | 288   | 291,4 | 285  | 303,8 | 322,4 | 309  | 310  | 291  | 288,3 | 3 468,2 |
| Précipitations (mm)                             | 116,6 | 102,4 | 68,6 | 13,1  | 11,2  | 6,9  | 7,5   | 3,3   | 8,7  | 19,1 | 38,8 | 70,8  | 467,7   |
| dont nombre de jours avec précipitations ≥ 1 mm | 8     | 7     | 4,2  | 1,3   | 1,1   | 0,7  | 0,7   | 0,5   | 1    | 2,3  | 4    | 5,7   | 36,5    |
| Humidité relative (%)                           | 35    | 38    | 32   | 27    | 29    | 28   | 25    | 20    | 18   | 18   | 22   | 27    | 27      |